# Indraneil Das
Indraneil Das (* 18. Dezember 1964 in Kalkutta) ist ein indischer Biologe. Sein Forschungsschwerpunkt ist die Herpetologie.

## Leben
Indraneil Das ist der Sohn von Chiranjib und Chitra Das, geborene Ghosh. 1985 erlangte er den Bachelor of Science an der Universität Kalkutta. 1988 graduierte er zum Master of Science an der Universität Bhopal. 1991 wurde er mit der Dissertation Trophic ecology of a community of south Indian anuran amphibians in Tierökologie zum Ph.D. an der University of Oxford promoviert. Von 1988 bis 1998 war er wissenschaftlicher Mitarbeiter am Madras Crocodile Bank Trust and Centre for Herpetology. In seiner Postdoktoranden-Phase war er von 1991 bis 1993 wissenschaftlicher Mitarbeiter an der Universität Brunei Darussalam und von 1995 bis 1996 war er Fulbright-Stipendiat an der Harvard University. Seit 1998 ist er außerordentlicher Professor und wissenschaftlicher Mitarbeiter am Institute of Biodiversity and Environmental Conservation (IBEC) der Universität Malaysia Sarawak. Das ist Mitglied der South Asian Reptile and Amphibian Specialist Group, der Society for Southeast Asian Herpetology und der European Molecular Biology Association.
Die Forschungsinteressen von Indraneil Das konzentrieren sich auf die Ökologie, die Systematik und die Biogeographie von Amphibien, Reptilien aber auch Säugetieren im tropischen Asien. 1997 gelang ihm auf South Andaman Island die Wiederentdeckung der Andamanen-Weißzahnspitzmaus (Crocidura andamanensis) und der Jenkins-Weißzahnspitzmaus (Crocidura jenkinsi), zwei Arten, die zuvor nur von den 1901 beziehungsweise 1972 gesammelten Typusexemplaren bekannt waren. Im Juli 2011 gehörte Das zu einem Team von Wissenschaftlern, das die Regenbogenkröte (Ansonia latidisca), die 87 Jahre als verschollen galt, auf Borneo wiederentdeckt hatte.

## Dedikationsnamen
Im Jahr 1998 wurde die Krötenart Adenomus dasi beschrieben, die sich jedoch im Jahr 2009 als seit 1876 verschollen geglaubte Art Adenomus kandianus entpuppte. Im Jahr 2002 benannte Aaron M. Bauer Cnemaspis indraneildasii zu Ehren von Indraneil Das. Im selben Jahr wurde er im Artepitheton der Art Japalura dasi geehrt.

## Schriften (Auswahl)
- Colour Guide to the Turtles & Tortoises of the Indian Subcontinent. 1991.
- Biogeography of the Reptiles of South Asia. 1996.
- Herpetological Bibliography of Indonesia. 1998.
- The Serpent’s Tongue: A Contribution to the Ethnoherpetology of India and Adjacent Countries. 1998.
- Turtles and Tortoises of India. 1998.
- Introduction to the Amphibians and Reptiles of Tropical Asia. 2002.
- Photographic Guide to Snakes and Other Reptiles of India. 2002.
- Snakes and Other Reptiles of Sri Lanka. (Photographic Guides), 2005.
- Photographic Guide to Snakes and Other Reptiles of Borneo. 2006.
- Amphibians and Reptiles of Brunei: A Pocket Guide. 2007.
- A Naturalist's Guide to the Snakes of Southeast Asia. 2013.
- A Field Guide To The Reptiles Of South-East Asia. 2016.
- Naturalists, Explorers and Field Scientists in South-East Asia and Australasia. 2016.